# Бамбукова акула білоплямиста
Бамбукова акула білоплямиста (Chiloscyllium plagiosum) — акула з роду бамбукова акула родини азійські котячі акули.

## Опис
Загальна довжина досягає 83-95 см, в середньому — 65-70 см. Голова відносно велика, морда округла. Ніздрі розташовані далеко від кінчика морди. Під ніздрями є пара коротких вусиків. Очі середнього розміру, розташовані високо. за ними трохи нижчі — великі бризкальця. Рот невеликий. на підборідді є шкіряна складка. Зуби широкі, з трьома верхівками, середня більша за інші. На верхній щелепі присутні 26-35 зубів, на нижній — 21-32. У неї 5 пар зябрових щілин. Тулуб подовжений, циліндричний. Плавці безскелетні. Грудні плавці широкі, короткі та округлі. Черевні плавці зовнішнє та розмірами схожі на грудні. Має 2 спинних плавця та анальний. Спинні та грудні плавці мають вигнуту задню крайку. Спинні плавці ближчі до хвоста. Перший спинний плавець більше за другий, розташовані над черевними. Анальний плавець довгий, починаючи напроти заднього спинного плавця й тягнеться до хвостового плавця. У хвостового плавця атрофована нижня лопать.
Забарвлення спини коричневе з численними світлими плямочками. Черево світліше. У молодих особин є темні поперечні смуги, що з часом бліднішають.

## Спосіб життя
Полюбляє рифові місцини, кам'янисті та скелясті ділянки дна на піщаному та мулистому ґрунті. Воліє триматися на мілині та невеликих глибинах. Активна вночі, а вдень ховаються серед каміння, коралів, в ущелинах. Це бентофаг. Живиться донною рибою, молюсками, ракоподібними.
Статева зрілість настає при розмірах 50-64 см. Це яйцекладна акула. Самиця відкладає по парі яєць в проміжку у тиждень. Протягом березня-травня самиця відкладає до 26 яєць. Інкубаційний період триває 110—144 діб. Народжені акуленята сягають 17 см.
Загрози для людини не становить. Часто її тримають в акваріумах.

## Розповсюдження
Мешкає біля узбережжя від Японії (острови Кюсю та Сікоку) до Філіппін та Малайського архіпелагу (Малайзія, острови Калімантан, Суматра), острова Суловесі, Молуккські острови. Також зустрічається біля узбережжя В'єтнаму, Камбоджі, М'янми, в Бенгальській затоці, на півдні Індостану та біля о. Шрі-Ланка. окремий ареал біля о. Мадагаскар.